# Spencer Wilton
Spencer Wilton (ur. 1 lutego 1973) – brytyjski jeździec sportowy. Srebrny medalista olimpijski z Rio de Janeiro.
Startuje w dresażu. Zawody w 2016 były jego pierwszymi igrzyskami olimpijskimi. W Brazylii zdobył srebrny medal w drużynie, tworzyli ją ponadto Fiona Bigwood, Carl Hester i Charlotte Dujardin. Startował na koniu Super Nova II.